# Rob van Essen
Rob van Essen (Amstelveen, 25 juni 1963) is een Nederlandse schrijver, vertaler en recensent.
In 2009 werd zijn roman Visser genomineerd voor de Libris Literatuur Prijs, en tien jaar later, in 2019, won hij deze prijs met zijn roman De goede zoon. Van Essen won deze prijs nogmaals in 2024, met de roman Ik kom hier nog op terug. Hij was hiermee de tweede schrijver, na Thomas Rosenboom, die de prijs twee keer won. Zijn tweede verhalenbundel, Hier wonen ook mensen, werd in 2015 bekroond met de J.M.A. Biesheuvelprijs.

### Vertalingen
- 2016 - Over geweld van Hannah Arendt
- 2017 - Een halve gele zon van Chimamanda Ngozi Adichie

## Bestseller 60
| Boeken met noteringen in de Nederlandse Bestseller 60 | Jaar van verschijnen | Datum van binnenkomst | Hoogste positie | Aantal weken | Opmerkingen                  |
| ----------------------------------------------------- | -------------------- | --------------------- | --------------- | ------------ | ---------------------------- |
| De goede zoon                                         | 2018                 | 16-05-2018            | 2               | 21           | Libris Literatuur Prijs 2019 |
| Ik kom hier nog op terug                              | 2023                 | 27-12-2023            | 1(1wk)          | 28           | Libris Literatuur Prijs 2024 |

## Persoonlijk
Van Essen is in juni 2023 getrouwd met de Belgisch schrijfster Lize Spit.